# Nigerianischer Film

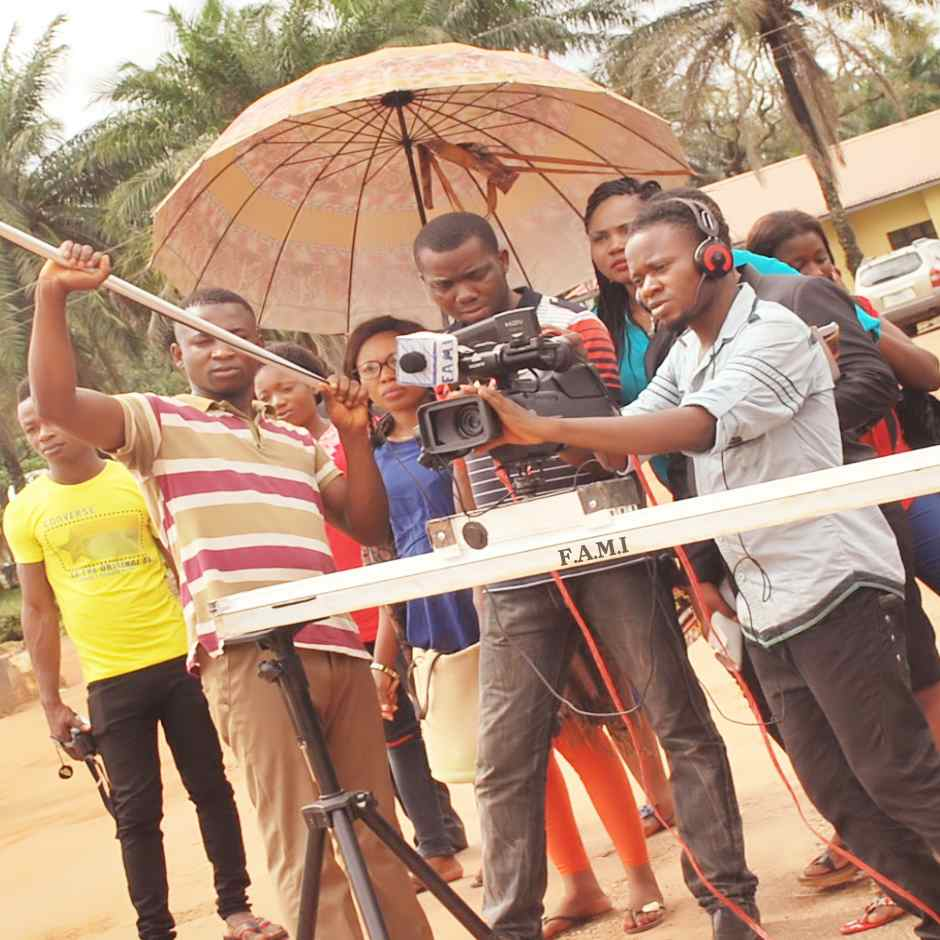
Nigerianische Filmcrew (2017)

Nigerianische Filme entstehen häufig in Lagos und Umgebung, da hier auch ein wichtiger Teil der nigerianischen Filmindustrie ansässig ist. Seit den 1970er Jahren werden in Nigeria Filme gedreht, doch erst seit den 1990er Jahren in größerem Umfang. In Anlehnung an Hollywood und Bollywood wird der nigerianische Film auch unter dem Namen Nollywood vermarktet. Als einer der ersten Vorreiter des Nollywood-Booms gilt Living in Bondage aus dem Jahre 1992. In Kano hat sich ein weiteres Zentrum des nigerianischen Films herausgebildet, das vor allem islamisch geprägte Produktionen hervorbringt und auch Kannywood genannt wird. Schätzungen zufolge werden etwa 400 bis 2000 Filme pro Jahr in Nigeria produziert, nach Angaben des Statistikinstituts der UNESCO waren es im Jahr 2009 987 Filme. Damit ist Nigeria inzwischen die zweitgrößte Filmnation der Welt nach Indien und vor den USA. Seit 2004 kommen die nigerianischen Filmemacher zur Berlinale.

## Geschichte

### Kolonialzeit (Ende des 19. Jahrhunderts – Anfang der 1960er Jahre)
Koloniale Filmemacher begannen seit den 1920er Jahren, Filme für das lokale Publikum in Nigeria zu produzieren, wobei sie meist das mobile Kino als Vorführmittel nutzten; der früheste in Nigeria gedrehte Spielfilm ist der 1926 von Geoffrey Barkas produzierte Palaver. Der Film war auch der erste Film mit nigerianischen Schauspielern in einer Sprechrolle, zu den nigerianischen Filmschauspielern in Palaver gehören Dawiya und Yilkuba. Der Film wurde unter dem Volk der Sura und Angas in den heutigen Bundesstaaten Bauchi und Plateau in Nordnigeria gedreht und erzählt von der Rivalität zwischen einem britischen Bezirksbeamten und einem Zinnminenarbeiter, die zu einem Krieg führt. Auch in dieser Zeit gab es mehrere Filme, die in Nigeria spielten, einer der bemerkenswertesten war Sanders of the River von Zoltán Korda aus dem Jahr 1935 mit dem nigerianischen Schauspieler Orlando Martins. Martins spielte auch in anderen bemerkenswerten Filmen wie Der Mann aus Marokko (1945), Männer aus zwei Welten (1946) usw. mit, wodurch er sich als einer der anerkanntesten nigerianischen Schauspieler seiner Zeit etablierte. Ab 1921 gab es vier weitere Säle, in denen zweimal wöchentlich Filme gezeigt wurden, und je einen Saal in Ebute Metta und Oshodi in Lagos Mainland. Zu diesem Zeitpunkt war das Kino in Lagos bereits sehr populär geworden, und vor den Türen der Kinosäle warteten in der Regel Scharen von jungen und alten Menschen. Auch die Religion trug zur Verbreitung der Kinokultur bei, da die christlichen Missionare die Kinos für religiöse Propaganda nutzten.
Als Kinos zu einem festen Bestandteil des gesellschaftlichen Lebens in der damals aufstrebenden Stadt Lagos wurden, begann in den späten 1930er bis 1940er Jahren die Gründung großer kommerzieller Kinos mit Filialen in strategischen Teilen des Landes. Einer der ersten Kinobetreiber in Lagos war die „West African Pictures Company“, die Herrn S. Khalil gehörte, einem Mitglied der syrischen Gemeinde in Lagos. Er gründete das Rex Cinema in Ebute Metta, das Regal Cinema und das Royal Cinema. Weitere beliebte Kinoketten sind: Capitol Cinema, Casino Cinema, Kings Cinema, Central Cinema, Rialto Cinema, Corona Cinema, Odeon Cinema, Road House Cinema, Ikeja Arms Cinema und Glover Hall. 1937 richtete die Kolonialregierung eine Zensurbehörde ein, die sich um die Einrichtung und den Betrieb von Kinos in der Kolonie kümmerte. Nigerianische Inhalte in Filmen, die in dieser Zeit in nigerianischen Kinos gezeigt wurden, gab es jedoch praktisch nicht, da Produktion und Vertrieb von Ausländern kontrolliert wurden. Die Filmunterhaltung wurde daher durch die Yoruba-Reisetheatergruppen ergänzt, die in den 1930er bis 1940er Jahren entstanden; eine der bekanntesten waren die Agbegijo- und Alarinjo-Theatergruppen, in denen Theaterschauspieler wie Duro Ladipo, Ishola Ogunmola, Lere Paimo, Oyin Adejobi und andere auftraten.
In den Jahren 1949 bis 1950 änderte sich die Situation ein wenig, als mehr nigerianische Inhalte in den Kinos gezeigt wurden; mit dem Ziel, die Filmproduktion zu „afrikanisieren“,  wurde die Nigerian Film Unit gegründet, um die koloniale Filmproduktion zu dezentralisieren. Während des gesamten Jahrzehnts zeigte die Colonial Film Unit mit ihren mobilen Kinowagen Gesundheits- und Lehrfilme für das lokale Publikum. Außerdem produzierte sie Wochenschauen und kurze Dokumentarfilme, in denen Feiern und koloniale Errungenschaften für ein in- und ausländisches Publikum dargestellt wurden.

### Goldenes Zeitalter (Ende der 1950er bis Ende der 1980er Jahre)
Nach der Unabhängigkeit Nigerias im Jahr 1960 expandierte das Kinogeschäft rasch, und es wurden neue Kinos gegründet. Es kam jedoch zu einem erheblichen Zustrom amerikanischer, indischer, chinesischer und japanischer Filme; Plakate von Filmen aus diesen Ländern waren überall in den Kinosälen zu sehen, und Schauspieler aus diesen Branchen wurden in Nigeria sehr beliebt. Gegen Ende der 1960er und in den 1970er Jahren nahmen nigerianische Filmproduktionen allmählich zu, vor allem Produktionen aus Westnigeria, da ehemalige Theaterschauspieler wie Hubert Ogunde, Ola Balogun, Moses Olaiya, Jab Adu, Isola Ogunsola, Ladi Ladebo, Sanya Dosumu und Sadiq Balewa, um nur einige zu nennen, auf die große Leinwand wechselten. Die ersten kommerziellen nigerianischen Filme, die auf Zelluloid gedreht wurden, stammten ebenfalls von diesen Filmemachern in den 1960er Jahren.
1972 erließ der damalige Staatschef Yakubu Gowon aus Sorge über den Zustrom ausländischer Kultur nach Nigeria das Indigenisierungsdekret, das die Übertragung des Eigentums an insgesamt 300 Filmtheatern im Lande von ihren ausländischen Eigentümern auf Nigerianer verlangte. Diese Politik führte auch dazu, dass mehr Nigerianer eine aktive Rolle im Filmgeschäft übernahmen. Dieser Transfer führte auch zum Aufkommen nigerianischer Dramatiker, Drehbuchautoren und Filmproduzenten; populäre Literatur und Theaterstücke wurden in Kinofilme umgewandelt. Der Ölboom von 1973 bis 1978 trug wesentlich zum spontanen Aufschwung der Kinokultur in Nigeria bei. Die Anwesenheit ausländischer Investoren führte zum Bau mehrerer Kinokomplexe. Im Jahr 1976 wurde in Lagos das National Arts Theatre, Iganmu, mit einem Fassungsvermögen von 5000 Plätzen errichtet. Zu dem Theater gehörten zwei Kinosäle mit einer Kapazität von jeweils über 700 Plätzen. Zu dieser Zeit war das Kinogeschäft zu einem bedeutenden Arbeitgeber für viele Menschen geworden und hatte auch eine wichtige soziale Funktion, da die Nigerianer Kinos zur Entspannung und Unterhaltung besuchten. Die gestiegene Kaufkraft in Nigeria führte auch dazu, dass viele Bürger über ein verfügbares Einkommen verfügten, das sie für Kinobesuche und Fernsehgeräte ausgeben konnten.

### Home-Video-Boom (Ende der 1980er bis Mitte der 2010er Jahre)
Die Entstehung des Videofilmmarktes in Nigeria geht auf die 1980er Jahre zurück, als Fernsehproduktionen florierten. Jimi Odumosus Evil Encounter, ein Horrorfilm aus dem Jahr 1983, der direkt im Fernsehen ausgestrahlt wurde, war die erste Produktion, die zeigte, wie lukrativ es sein kann, Filme direkt auf Video zu drehen. Der Film wurde vor seiner Ausstrahlung im Fernsehen ausgiebig beworben und führte dazu, dass die Straßen am nächsten Morgen mit Videokopien der aufgezeichneten Sendung überschwemmt wurden. Es wurde berichtet, dass der Film auf dem Alaba-Markt, einem Geschäftsviertel, das später zum Zentrum des Videovertriebs in dieser Zeit und schließlich auch zum Zentrum der Piraterie in Nigeria wurde, ein sofortiger Erfolg wurde. Seit Evil Encounter wurden vor allem in den Städten Südnigerias Videokopien von aufgezeichneten Fernsehprogrammen auf der Straße gehandelt.
Diese Methode wurde von Produzenten und Verleihern auf dem Alaba-Markt übernommen und ausgebaut, um die Filmindustrie neu zu erfinden, da die nigerianische Kinokultur vor einem großen Niedergang stand. Der erste in Nigeria auf Video produzierte Film war 1988 Soso Meji, produziert von Ade Ajiboye. Der Film wurde auch in den wenigen Kinos gezeigt, die es zu dieser Zeit gab. Anschließend produzierte Alade Aromire den Film Ekun (1989) auf Video, der im National Theatre in Iganmu gezeigt wurde. Der Boom dieser Ära wurde jedoch nach allgemeiner Auffassung durch Kenneth Nnebues Living in Bondage (1992) ausgelöst. Nnebue verfügte über einen Überschuss an importierten Videokassetten, die er dann nutzte, um seinen ersten Film mit einer Videokamera zu drehen. Obwohl Living in Bondage in den Medien oft als „erster kommerzieller Videofilm“ angepriesen wird, haben mehrere Historiker argumentiert, dass die Videofilmindustrie bereits vor Living in Bondage boomte.
Ab 2004 wurden in Nigeria jeden Tag mindestens vier bis fünf Filme produziert. Nigeria-Filme dominieren heute bereits die Fernsehbildschirme auf dem gesamten afrikanischen Kontinent und damit auch in der Diaspora.  Die Filmschauspieler wurden auf dem gesamten Kontinent zu bekannten Namen, und die Filme haben die Kultur vieler afrikanischer Länder erheblich beeinflusst, von der Art, sich zu kleiden, über die Sprache bis hin zum Gebrauch nigerianischer Slangs. Dies wurde auf die Tatsache zurückgeführt, dass nigerianische Filme „nachvollziehbare“ Geschichten erzählten, so dass ausländische Filme in den Regalen der Videotheken „verstaubten“, obwohl sie viel weniger kosteten.
Nach Angaben der Filmmakers Cooperative of Nigeria hatte jeder Film in Nigeria ein potenzielles Publikum von 15 Millionen Menschen in Nigeria und etwa 5 Millionen außerhalb Nigerias. In kürzester Zeit wurde die Industrie zum drittgrößten Filmproduzenten der Welt, was jedoch im Vergleich zu anderen großen Filmzentren in der Welt nicht zu einer ausgesprochen kommerziellen Filmindustrie führte; der Wert der Industrie wurde auf nur etwa 250 Millionen US-Dollar geschätzt, da die meisten Filme billig produziert wurden. Trotzdem wurde die Filmindustrie zu einem wichtigen Arbeitgeber in Nigeria. Im Jahr 2007 wurden bei einer Gesamtzahl von 6.841 registrierten und schätzungsweise 500.000 nicht registrierten Videotheken allein im Bundesstaat Lagos geschätzte Einnahmen aus dem Verkauf und Verleih von Filmen in Höhe von 804 Mio. ₦ (5 Mio. US$) pro Woche erzielt, was für den Bundesstaat Lagos geschätzte Einnahmen von 33,5 Mrd. ₦ (209 Mio. US$) pro Jahr ergibt. Auf dem Alaba-Markt wurden täglich etwa 700.000 Discs verkauft, wobei der Gesamtumsatz der nigerianischen Filmindustrie auf jährlich 522 Mrd. ₦ (3 Mrd. US$) geschätzt wird, während der Wert der ausgestrahlten Inhalte auf 250 Mrd. ₦ (1,6 Mrd. US$) geschätzt wird.
Auf dem Höhepunkt der Video-Ära um 2008 war die Branche zum zweitgrößten Filmproduzenten geworden, und brachte monatlich etwa 200 Videofilme heraus. Zu diesem Zeitpunkt war die nigerianische Filmindustrie jedoch praktisch zu einer „visionslosen“ Industrie verkommen, in die mehrere Personen eingedrungen waren, die keine Ahnung vom Filmemachen hatten, und die Piraterie hatte ihren Höhepunkt erreicht. Der Umgang mit der Bedrohung durch die Piraterie wurde neben anderen Problemen zu einer harten Nuss, so dass die meisten Investoren des „Alaba-Kartells“, die fast 90 Prozent der Anteile an der Videobranche kontrollieren, begannen, ihr Geld stattdessen in andere Geschäftsvorhaben zu stecken. Der Niedergang der Heimvideo-Ära wird auf mehrere Faktoren zurückgeführt, wie die Weigerung der Regierung, Unterstützung und Finanzierung bereitzustellen, das Fehlen einer formellen und effektiven einheimischen Filmvertriebsinfrastruktur und der Anstieg der Produktionskosten in Nigeria.

### Neues nigerianisches Kino (Mitte der 2000er Jahre – heute)
Nach 2000 wurde das nigerianische Kino durch die zunehmende Verbreitung und Bedeutung der englischen Sprache als kulturelles Bindeglied in der nigerianischen Gesellschaft, durch die neuen Medien, durch soziale Netzwerke, durch eine wachsende Diaspora von Nigerianern im Ausland, durch Streaming und durch die besondere Offenheit der Nigerianer gegenüber der Telekommunikation geprägt. Diese Faktoren haben zu einem beachtlichen kommerziellen Erfolg nigerianischer Qualitätsfilme in englischer Sprache geführt. Filme auf Pidgin oder in den lokalen Sprachen Yoruba, Haussa oder Igbo konnten mit dieser Entwicklung nicht mithalten, auch wenn sie weiter in Filmproduktionen zu hören sind, wie beispielsweise in dem mehrfach premierten Zombiefilm Ojuju. Die Produktionen Half of a Yellow Sun und Ijé griffen zwei Tabuthemen der nigerianischen Gesellschaft auf (der Biafrakrieg bzw. eine LGBT-Thematik) und erzielten beide Rekordumsätze.

#### Vom Video zurück auf die Leinwand
Hierbei handelt es sich um eine neue Phase des nigerianischen Kinos, in der sich die Art der Filmproduktion vom Videoformat zurück zur Kinomethode, die die Filme der Goldenen Ära ausmachte, stark verändert hat. Wenige Jahre nach Beginn des 21. Jahrhunderts begann in Nigeria die Entwicklung von Kinos, die zunächst für die Mittel- und Oberschicht bestimmt waren. Die Silverbird Group ist das erste Unternehmen, das eine Reihe von modernen Kinos in den großen Städten Nigerias eröffnete, die sich zumeist in wohlhabenden Gegenden und Bezirken befinden. Sie startete ihre Kinoketten im Jahr 2004, beginnend mit der Silverbird Galleria in Victoria Island, Lagos. Die Silverbird Galleria ist ein großes Einkaufszentrum mit einem gehobenen Kinosaal und verschiedenen Geschäften, in denen Handel betrieben wird. Damit gibt es mehr Gründe für einen Besuch als nur das Ansehen von Filmen, sondern es handelt sich eher um eine soziale Aktivität und eine veränderte Art der Unterhaltung über das Ansehen von Filmen hinaus. Dieser Trend ist eine weitere wahrscheinliche Erklärung für den Niedergang der nigerianischen Kinokultur in den 1980er Jahren, der möglicherweise auf das unzeitgemäße Aussehen der meisten Kinos der Goldenen Ära zurückzuführen ist.
Die Silverbird-Kinos begannen nach ihrer Gründung damit, nigerianische Filme mit hoher Produktionsqualität zu zeigen, um so die schlechte Filmproduktion zu entmutigen. Der erste New-Wave-Film, der in einem Kino gezeigt wurde, war der in Yoruba gedrehte Film Irapada (2006) von Kunle Afolayan, der in der Silverbird Galleria in Lagos gezeigt wurde. Das Silverbird-Experiment war sehr erfolgreich, und die Gruppe eröffnete daraufhin einige weitere Kinos in Lagos und anderen Städten des Landes. Nicht lange nach der Gründung der Silverbird-Kinos wurden auch die Genesis Deluxe Cinemas und die Ozone Cinemas eröffnet und sorgten für einen Wettbewerb im Kinogeschäft. Viel später, in den 2010er Jahren, kam auch Filmhouse Cinemas hinzu, was dazu führte, dass es mehr Kinos im Land gab, vor allem außerhalb der wohlhabenden Viertel.
Die nigerianische Regierung hat mehrere Zuschüsse gewährt, um qualitativ hochwertige Inhalte in nigerianischen Filmen zu fördern. Im Jahr 2006 wurde das „Projekt Nollywood“ von der nigerianischen Regierung in Zusammenarbeit mit der Ecobank ins Leben gerufen. Im Rahmen dieses Projekts wurden nigerianischen Filmemachern 100 Millionen Pfund (781 000 US-Dollar) zur Verfügung gestellt, um qualitativ hochwertige Filme zu produzieren und während dieses Zeitraums ein Vertriebsnetz von mehreren Millionen Naira im ganzen Land zu finanzieren. 2010 legte die Regierung von Präsident Goodluck Jonathan einen Interventionsfonds für die Kreativ- und Unterhaltungsindustrie in Höhe von 30 Milliarden Pfund (200 Millionen US-Dollar) auf, der von der Bank of Industry (BOI) in Zusammenarbeit mit der Nigerian Export and Import (NEXIM) Bank finanziert wurde. Dieser Zuschuss wurde zwar als Ableger des „Project Nollywood“ bezeichnet, war aber für den gesamten nigerianischen Kunst- und Unterhaltungssektor bestimmt. Die Vision des Zuschusses für die Filmindustrie ist jedoch, mehr nigerianischen Filmemachern bei der Ausbildung und Finanzierung zu helfen und auch bei der Schaffung der notwendigen Infrastruktur für die Industrie. Im Jahr 2013 wurde ein kleinerer neuer Zuschuss in Höhe von 3 Mrd. ₦ (20 Mio. USD) ausschließlich für Nollywood gewährt, und zwar speziell für die Produktion hochwertiger Filme und die Förderung von Filmemachern für die formale Ausbildung in Filmschulen. Ebenfalls im Jahr 2015 startete die Bank of Industry ein weiteres „NollyFund“-Programm, um Filmproduzenten finanzielle Unterstützung in Form von Darlehen zu gewähren.

#### Qualitative Verbesserung und kommerzieller Erfolg
Der populäre Thriller The Figurine aus dem Jahr 2009 gilt allgemein als der Wendepunkt, der die Aufmerksamkeit der Medien auf die Revolution des „New Nigerian Cinema“ lenkte. Der Film war ein kritischer und kommerzieller Erfolg in Nigeria und wurde auch auf internationalen Filmfestivals gezeigt. Der LGBT-thematisierte Film Ijé von Chineze Anyaene aus dem Jahr 2010 überholte The Figurine und wurde der Film mit den höchsten Einspielergebnissen in Nigeria, ein Rekord, den er vier Jahre lang hielt, bis er 2014 von der Buchverfilmung Half of a Yellow Sun (2013) überholt wurde. 2016 wurde dieser Rekord von der Beziehungskomödie The Wedding Party, einem Film von Kemi Adetiba, übertroffen.
Ende 2013 erreichte die Filmindustrie Berichten zufolge einen rekordverdächtigen Umsatz von 1,72 Billionen ₦ (11 Milliarden US-Dollar). Im Jahr 2014 hatte die Branche einen Wert von 853,9 Mrd. ₦ (5,1 Mrd. USD) und war damit die drittwertvollste Filmindustrie der Welt hinter den Vereinigten Staaten und Indien. Sie trug etwa 1,4 % zur nigerianischen Wirtschaft bei; dies wurde auf die steigende Zahl der produzierten Qualitätsfilme und die formelleren Vertriebsmethoden zurückgeführt.
Im Gegensatz zur Homevideo-Ära sind die Filme der neuen Welle in der Regel von wesentlich besserer Qualität und haben ein wesentlich höheres Budget, das im Durchschnitt zwischen 40 und 120 Millionen Pfund (250.000 US-Dollar) liegt. Die Produktionszeit dieser Filme dauert Monate und kann sogar Jahre betragen, was weit entfernt ist von den Filmen im Videoformat, die in der Regel in wenigen Tagen oder Wochen gedreht werden. Zu den weiteren bemerkenswerten Verbesserungen im Neuen Nollywood gehören: subtilere Darbietungen der Schauspieler, die sich von den offenen Melodramen der Video-Ära unterscheiden, praktischere, logischere und allgemein bessere Geschichten. Die in diesen Filmen behandelten Themen sind oft durch bewusst kosmopolitische Themen gekennzeichnet, da die meisten Filmemacher relativ jung sind. Ein angemessenes Urheberrechts- und Vertriebssystem ist nach wie vor eine der größten Herausforderungen im Neuen Nigerianischen Kino.
Der Thriller „Kofa“ (2022) gewann beim Africa International Film Festival 2022 in den Kategorien Bester Schauspieler, Bester Film und Bestes Skript.
Im Sundance Filmfestival 2023 gewann der nigerianische Film „Mami Wata“ den Special Jury Award für Cinematografie.
Der Animations-Kurzfilm „Morèmi“ des Lagosianers Shof Coker wurde 2023 von Disney+ in die Anthologie „Kizazi Moto: Generation Fire“ aufgenommen. „Morèmi“ folgt dem Geisterjungen Luo, der im Reich der Götter gefangen ist und von Riesen heimgesucht wird. Als er von einem Wissenschaftler aus dem zukünftigen Nigeria gerettet wird, verbindet sich Luo mit seinen verlorenen Erinnerungen und erfährt von dem Opfer, das einst gebracht wurde, um sein Volk zu retten.
„Battle on Buka Street“ aus dem Jahr 2022 thematisiert auf heitere, jedoch dramatische Weise die Rivalität zweier nicht mehr ganz junger Schwestern, die  in ihrer (fiktiven) Straße um die Auszeichnung als beste Freiluft-Köchin und Händlerin in Sachen Gaumenfreuden wetteifern. Die Komödie überrundete inzwischen Wedding Party I und II, ist (Stand August 2023) der erfolgreichste nigerianische Film aller Zeiten und wurde von Kritikern gelobt. Dies ist der erste nigerianische non-Arthouse Film, der in US-amerikanischen Kinokassen gezeigt wurde. Nach Angaben des federführenden Filmstudios Film One Entertainment ist „Battle“ der erste Film seiner Art in den USA überhaupt. Seine kontrollierte Freigabe in 11 Regal-Kinos mit reduzierten Vorführungen führte zu ausverkauften landesweiten Filmvorstellungen. Film One fügt hinzu, dass es sich um die erste einheimische Nollywood-Veröffentlichung in den Vereinigten Staaten überhaupt handelt. „Buka“ sind (auf Yoruba und Hausa) gastronomische Straßenhändler.
„All the Colours of the World Are Between Black and White“ nimmt sich des in Nigeria heiklen LGBT-Themas an und gewann den Teddy Award beim Berliner Film Festival 2023.
Der Rachethriller „The Black Book“ des Erstlingsregisseurs Editi Effiong ist der erste nigerianische Film, der auf Platz 3 der weltweiten Netflix-Filmcharts eingestiegen ist. Der Film, der für „nur“ 1 Million Dollar gedreht wurde (eine enorme Summe für einen nigerianischen Film), wurde 48 Stunden nach seinem Start am 22. September von 5,6 Millionen Menschen gesehen und erreichte in den ersten Wochen mehr als 20 Millionen Zuschauer, wodurch er in mehr als 69 Ländern die Top-10-Liste von Netflix knackte.

## Vermarktung und Aufführung
Außerhalb Afrikas findet das nigerianische Kino vor allem unter der afrikanischen Diaspora Verbreitung. Im kleinen Umfang gelangen die Filme auf einige Filmfestivals, die jedoch noch immer vor allem frankophones afrikanisches Kino präsentieren. 2018 wurde mit Lionheart erstmals ein nigerianischer Film von Netflix angekauft. Seitdem wurden auch andere nigerianische Filme auf Netflix zur Verfügung gestellt.
Inzwischen hat sich der nigerianische Film allerdings prägend für das afrikanische Kino fest etabliert und das Konzept der billigen Videoproduktionen greift inzwischen auf andere afrikanische Länder über. Mit der wesentlich kleineren, aber ähnlich strukturierten ghanaischen Filmindustrie (Ghallywood) kommt es auch zu Kooperationen, wodurch mehrere ghanaische Schauspieler erst zu Stars wurden. Die Filme erreichen durch Video-Clubs, direkten Verkauf (aber auch in erheblichem Ausmaß durch Schwarzkopien) und das afrikanische Fernsehen meist ein Millionenpublikum im eigenen Land und darüber hinaus. Der spätere Erfolg bzw. der Bekanntheitsgrad eines Films hängt vor allem von der Besetzung und dem damit verbundenen Starkult ab. Es werden möglichst viele bekannte nigerianische Filmstars auf den Video-Covers platziert, um so einen eindeutigen Reiz zu setzen. Häufig findet man im nigerianischen Film Fortsetzungen, die gleichzeitig mit dem eigentlichen Film produziert werden. Das senkt die Film- und Personalkosten, zudem kann das Publikum direkt im Abspann des Filmes auf die Fortsetzung aufmerksam gemacht werden.

## Filmstil und Filminhalt
Mit der Etablierung wurde das Nollywoodkino zunehmend vielfältiger. Während lange Zeit fast ausschließlich Genre-Mischungen aus Dramatik, Tragik, Romantik und etwas Action produziert wurden, finden sich zunehmend auch andere Positionen. Zwar bleiben Religion, Liebe, Aberglaube, Verrat, Betrug, Intrigen, Prostitution, Mord und Kannibalismus populäre Themen, doch auch politische Themen wie Korruption und post-koloniale Konflikte sowie die nigerianische Politik werden zunehmend behandelt, so etwa in den Werken der Filmemacherin Mildred Okwo. Zudem fanden sich neben den populären Filmen stets auch Ausnahmeerscheinungen wie der Filmemacher Tunde Kelani, der seit einigen Jahren Filme produziert, die mehr mit dem Autorenfilm gemeinsam haben als mit den Genrefilmen.

## Filmstars in Nigeria
- Filmschauspieler:
  - Fred Amata
  - Segun Arinse
  - Richard Mofe Damijo (kurz RMD)
  - Sam Loco Efe
  - Desmond Elliot
  - Emeka Ike
  - Jim Iyke
  - Oluu Jacobs
  - Ramsey Noah (Ramsey Nouah)
  - Nkem Owoh
  - Saheed Balogun
  - Taiwo Hassan

- Filmschauspielerinnen:
  - Idowu Phillips
  - Bimbo Akintola
  - Eucharia Anunobi-Ekwu
  - Regina Askia
  - Liz Benson
  - Stella Damasus-Aboderin
  - Precious Dede
  - Rita Dominic
  - Dakore Egbuson
  - Kate Henshaw Nuttal
  - Omotola Jalade Ekeinde
  - Genevieve Nnaji
  - Stephanie Okereke
  - Desire Oparanozie
  - Francisca Ordega
  - Uche Osotule
  - Cossy Ojiakor
  - Joke Silva
  - Fathia Balogun
  - Tonto Dike
  - Patience Ozokwor

- Regisseure
  - Kunle Afolayan
  - Kenneth Gyang

- Regisseurinnen
  - Genevieve Nnaji

- Autoren:
  - Ken Saro-Wiwa